# Leopold Maier-Labergo
Leopold Maier-Labergo (* 1908 in Salzburg; † 9. Mai 1939 in Winnipeg) war ein deutscher Eiskunstläufer, der im Einzellauf startete.

## Leben
Leopold Maier-Labergo war von 1930 bis 1932 dreimal in Folge deutscher Meister im Eiskunstlauf der Herren. Er wurde 1931 Fünfter bei der Weltmeisterschaft in derselben Disziplin. Er nahm nie an Olympischen Winterspielen oder Europameisterschaften teil. Maier-Labergo startete für den Münchener EV. Sein Trainer war Ludwig Niedermayer.
Nach seiner Amateurkarriere wurde Leopold Maier-Labergo Berufsläufer in Kanada. Anschließend arbeitete er als Lehrer in der Musikakademie in Winnipeg.

## Ergebnisse
| Wettbewerb / Jahr        | 1930 | 1931 | 1932 |
| ------------------------ | ---- | ---- | ---- |
| Weltmeisterschaften      |      | 5.   |      |
| Deutsche Meisterschaften | 1.   | 1.   | 1.   |